# Bernard de Moreuil
Bernard (VI.) de Moreuil genannt le Jeune († nach 22. Mai 1350) war ein picardischer Adliger, Seigneur de Moreuil et de Cœuvres, Chevalier, Conseiller du Roi sowie Marschall von Frankreich.

## Leben
Bernard (VI.) de Moreuil ist der Sohn von Bernard (V.) de Moreuil († nach 1302) und Yolande de Soissons, Vicomtesse de Soissons, Dame de Cœuvres. 1302 war er selbst Seigneur de Moreuil et de Cœuvres.
1314 nahm er am Flandern-Feldzug des Guy de Châtillon, Graf von Saint-Pol, teil.
Er wurde als Kommissar zur Reformation der Königreichs in die Bailliages Senlis, Chartres und der Prévôté de Paris (1330–1347) geschickt.
1326 wurde er von Philipp von Valois als Nachfolger von Jean II. des Barres († 1324) zum Marschall von Frankreich ernannt; der König entband ihn am 5. Juli 1328 von den mit diesem Rang versehenen Pflichten, um ihn seinem Sohn Johann (1319–1364), ab 1332 Herzog von Normandie, als Gouverneur an die Seite zu stellen. 1346 nahm Bernard de Moreuil das Amt des Marschalls wieder auf.
König Philipp VI. macht ihn am 3. September 1346 – kurz nach Niederlage von Crécy vom 26. August 1346 – zum Lieutenant-général de l’Armée du Roi in der Picardie und schickte ihn zur Verteidigung von Boulogne gegen die Engländer. 1347 war er Commissaire royal in Amiens gemeinsam mit Hugues IV. de Vers, Abt von Corbie.
Zudem wurde er Großküchenmeister des Hofes.
Bernard de Moreuil lebte noch am 22. Mai 1350.

## Ehe und Familie
Bernard de Moreuil heiratete vor 1320 Mahaut de Clermont-Nesle, Dame d’Offemont, Tochter von Guy I. de Clermont, genannt de Nesle, Seigneur de Breteuil et d’Offemont, Marschall von Frankreich, und Marguerite de Thourotte, Dame d‘Offemont. Ihre Kinder waren:
- Rogues († 12. September nach 1388), 1351 Seigneur de Moreuil et de Cœuvres, legte den Namen de Moreuil ab und nannte sich de Soissons mit Zustimmung von Marguerite, Comtesse de Soissons (Haus Nesle), die keine Söhne von ihrem Ehemann Johann von Hennegau (Haus Avesnes) hatte; ⚭ Ada de Montigny, Dame de Bellone-en-Beauvaisis, Tochter von Wast, Seigneu de Montigny-en-Beauvasis, und Perrone de Raineval
- Tristan de Moreuil, Seigneur de Villers-sur-Authie; ⚭ NN
- Jeanne de Moreuil, genannt l’Aînée; ⚭ 1357 Jean, Baron de Mailly[2], Sohn von Jean (III.) de Mailly und Jeanne de Picquigny
- Bucart de Moreuil
- Jeanne de Moreuil, genannt la Jeune; ⚭ um 1345[3] Gilles (V.) de Mailly, Seigneur de Mailly et de Friencourt († nach 1366), Sohn von Gilles (IV.), Seigneur de Mailly et d’Acheux, und Margueite de Friencourt, Dame d’Offemont
- Marguerite de Moreuil, Dame de Moreuil; ⚭ 1357 Jacques de Croy, Seigneur de Croy et d’Airaines (Haus Croy), wohl Sohn von Guillaume de Croy und Anne de Guines, Witwe von Marguerite (alias Anne) d’Airaines